# Atropa acuminata
Atropa acuminata là loài thực vật có hoa trong họ Cà. Loài này được Royle ex Lindl. mô tả khoa học đầu tiên năm 1846.